# البراتة (الحديدة)

تعديل مصدري - تعديل

البراتة هي إحدى قرى مديرية زبيد، التابعة لمحافظة الحديدة اليمنية، بلغ تعداد سكانها 1436 نسمة حسب الإحصاء الذي أجري عام 2004.